# Liste der Bodendenkmäler in Mintraching
Auf dieser Seite sind die Bodendenkmäler in der Oberpfälzer Gemeinde Mintraching zusammengestellt. Diese Tabelle ist eine Teilliste der Liste der Bodendenkmäler in Bayern. Grundlage ist die Bayerische Denkmalliste, die auf Basis des Bayerischen Denkmalschutzgesetzes vom 1. Oktober 1973 erstmals erstellt wurde und seither durch das Bayerische Landesamt für Denkmalpflege geführt wird. Die folgenden Angaben ersetzen nicht die rechtsverbindliche Auskunft der Denkmalschutzbehörde.

## Bodendenkmäler der Gemeinde Mintraching

### Gemarkung Alteglofsheim
| Lage                     | Objekt | Akten-Nr.     | Bild |
| ------------------------ | --- | ------------- | ---- |
| Alteglofsheim (Standort) | Vorgeschichtlicher Bestattungsplatz mit verebneten Grabhügeln, Siedlungen der Jungsteinzeit und der vorgeschichtlichen Metallzeiten. | D-3-7039-0090 |      |
| Alteglofsheim (Standort) | Siedlungen der Jungsteinzeit und der Urnenfelderzeit, Bestattungsplatz und/oder Siedlung der römischen Kaiserzeit.                   | D-3-7039-0127 |      |
| Alteglofsheim (Standort) | Verebnete vorgeschichtliche Grabhügel, vor- und frühgeschichtliche Siedlung.                                                         | D-3-7039-0128 |      |
| Alteglofsheim (Standort) | Siedlungen der Jungsteinzeit, der Metallzeiten, der Bronzezeit und der Mittel- bis Spätlatènezeit.                                   | D-3-7039-0129 |      |

### Gemarkung Geisling
| Lage                | Objekt                                                             | Akten-Nr.     | Bild |
| ------------------- | ------------------------------------------------------------------ | ------------- | ---- |
| Geisling (Standort) | Siedlungen der Bronzezeit, der Urnenfelderzeit und der Latènezeit. | D-3-7039-0498 |      |

### Gemarkung Langenerling
| Lage                    | Objekt                                              | Akten-Nr.     | Bild |
| ----------------------- | --------------------------------------------------- | ------------- | ---- |
| Langenerling (Standort) | Siedlung der Jungsteinzeit und der Urnenfelderzeit. | D-3-7039-0078 |      |

### Gemarkung Mangolding
| Lage                  | Objekt | Akten-Nr.     | Bild |
| --------------------- | --- | ------------- | ---- |
| Mangolding (Standort) | Siedlungen der Linearbandkeramik, der Stichbandkeramik/Gruppe Oberlauterbach, der Münchshöfener Kultur, der Bronzezeit, der Urnenfelderzeit, der Hallstattzeit, der Frühlatènezeit und des Frühmittelalters, Siedlung mit zugehörigem Brandgräberfeld der römischen Kaiserzeit, Gräberfelder mit Körperbestattungen der Glockenbecherkultur, der frühen Bronzezeit und des frühen Mittelalters. | D-3-7039-0367 |      |
| Mangolding (Standort) | Siedlungen der Linearbandkeramik, des Mittelneolithikums, der Münchshöfener Kultur, der Altheimer Kultur, der Urnenfelderzeit, der Spätlatènezeit und der römischen Kaiserzeit sowie Gräberfeld mit Körperbestattungen der mittleren Latènezeit. | D-3-7039-0368 |      |
| Mangolding (Standort) | Archäologische Befunde des Mittelalters und der frühen Neuzeit im Bereich der Katholischen Nebenkirche St. Peter und Paul in Mangolding, darunter die Spuren von Vorgängerbauten bzw. älteren Bauphasen. Siehe auch: St. Peter und Paul (Mangolding) | D-3-7039-0512 |      |
| Mangolding (Standort) | Siedlungen der Linearbandkeramik, des Mittelneolithikums, der Münchshöfener Kultur, der Altheimer Kultur, der Urnenfelderzeit, der Hallstattzeit, der frühen Latènezeit, der späten Latènezeit und der römischen Kaiserzeit sowie mindestens ein Grabenwerk vor- und frühgeschichtlicher Zeitstellung.                                                                                          | D-3-7039-0513 |      |
| Mangolding (Standort) | Siedlungen des Neolithikums, darunter der Münchshöfener Kultur, der Hallstattzeit und der römischen Kaiserzeit sowie ein Grabenwerk, und zwei Kreisgräben als Hinweis auf ein Gräberfeld vor- und frühgeschichtlicher Zeitstellung. | D-3-7039-0514 |      |
| Mangolding (Standort) | Siedlungen des Mittelneolithikums, der Münchshöfener Kultur, der Bronzezeit, der Urnenfelderzeit, der Hallstattzeit und der frühen Latènezeit. | D-3-7039-0515 |      |
| Mangolding (Standort) | Siedlungen der Jungsteinzeit und der Spätlatènezeit. | D-3-7039-0516 |      |
| Mangolding (Standort) | Siedlungen der römischen Kaiserzeit und vor- und frühgeschichtlicher Zeitstellung. | D-3-7039-0517 |      |
| Mangolding (Standort) | Siedlungen vor- und frühgeschichtlicher Zeitstellung, darunter wohl der Urnenfelderzeit, sowie Gräberfeld mit Brandbestattungen der Urnenfelderzeit. | D-3-7039-0518 |      |
| Mangolding (Standort) | Siedlungen des Neolithikums, darunter des Mittelneolithikums und der Altheimer Kultur, der frühen Bronzezeit, der Mittel- oder Spätbronzezeit. Villa rustica mit zugehörigem Gräberfeld mit Brandbestattungen der römischen Kaiserzeit sowie ein Grabenwerk vor- und frühgeschichtlicher Zeitstellung.                                                                                          | D-3-7039-0519 |      |
| Mangolding (Standort) | Mittelalterlicher Burgstall Haidau. Siehe auch: Burgstall Haidau | D-3-7039-0520 |      |
| Mangolding (Standort) | Siedlungen des Mittelneolithikums und vor- und frühgeschichtlicher Zeitstellung. | D-3-7039-0522 |      |
| Mangolding (Standort) | Siedlungen der Linearbandkeramik, des Mittelneolithikums und der Urnenfelderzeit, Gräberfelder mit Körperbestattungen der Schnurkeramik und vor- und frühgeschichtlicher Zeitstellung. | D-3-7039-0523 |      |
| Mangolding (Standort) | Siedlungen der Linearbandkeramik, der Stichbandkeramik/Gruppe Oberlauterbach, der Bronzezeit, der Urnenfelderzeit, der Hallstattzeit, der Latènezeit und der römischen Kaiserzeit, Grabenwerke vor- und frühgeschichtlicher Zeitstellung, Gräberfelder der Glockenbecherkultur und der Urnenfelderzeit.                                                                                         | D-3-7039-0524 |      |
| Mangolding (Standort) | Siedlung der Urnenfelderzeit. | D-3-7039-0525 |      |
| Mangolding (Standort) | Siedlungen der Linearbandkeramik, der Stichbandkeramik, der Frühbronzezeit, der Urnenfelderzeit, der Hallstattzeit, der Frühlatènezeit und der römischen Kaiserzeit, zwei rechteckige Grabenwerke vor- und frühgeschichtlicher Zeitstellung sowie ein Gräberfeld mit Körperbestattungen der Linearbandkeramik.                                                                                  | D-3-7039-0526 |      |
| Mangolding (Standort) | Siedlungen des Neolithikums und der Metallzeiten. | D-3-7039-0619 |      |

### Gemarkung Mintraching
| Lage                   | Objekt | Akten-Nr.     | Bild |
| ---------------------- | --- | ------------- | ---- |
| Mintraching (Standort) | Siedlung vor- und frühgeschichtlicher Zeitstellung. | D-3-7039-0008 |      |
| Mintraching (Standort) | Siedlungen der Altheimer Kultur, der mittleren Bronzezeit und der Urnenfelderzeit. | D-3-7039-0017 |      |
| Mintraching (Standort) | Siedlungen der Jungsteinzeit, der Urnenfelderzeit, der Latènezeit und der römischen Kaiserzeit. | D-3-7039-0021 |      |
| Mintraching (Standort) | Siedlungen des Mittelneolithikums, der Urnenfelderzeit und der römischen Kaiserzeit sowie Gräberfelder mit Brandbestattungen der römischen Kaiserzeit und Körperbestattungen vor- und frühgeschichtlicher Zeitstellung. | D-3-7039-0023 |      |
| Mintraching (Standort) | Siedlungen des Neolithikums, der Metallzeiten und der römischen Kaiserzeit. | D-3-7039-0024 |      |
| Mintraching (Standort) | Freilandstationen des Spätpaläolithikums und des Mesolithikums, Siedlungen der Urnenfelderzeit und des frühen Mittelalters, verebnete Grabhügel vorgeschichtlicher Zeitstellung und ein Grabenwerk vor- und frühgeschichtlicher Zeitstellung. | D-3-7039-0025 |      |
| Mintraching (Standort) | Siedlung vor- und frühgeschichtlicher Zeitstellung. | D-3-7039-0167 |      |
| Mintraching (Standort) | Siedlungen der Michelsberger Kultur, der Altheimer Kultur, der Urnenfelderzeit, der Hallstattzeit, der römischen Kaiserzeit und des frühen Mittelalters, Körperbestattungen vor- und frühgeschichtlicher Zeitstellung, Brandbestattungen der Urnenfelderzeit. | D-3-7039-0307 |      |
| Mintraching (Standort) | Bestattungsplatz des späten Mittelalters oder der frühen Neuzeit. | D-3-7039-0528 |      |
| Mintraching (Standort) | Bestattungsplatz der mittleren und späten Bronzezeit, Siedlung und Handwerksplatz der späten Latènezeit. | D-3-7039-0529 |      |
| Mintraching (Standort) | Bestattungsplatz der mittleren Bronzezeit und der Hallstattzeit mit verebneten Grabhügeln, Freilandstation des Mesolithikums, Siedlungen der Linearbandkeramik, der Altheimer Kultur, der Bronzezeit, der Urnenfelderzeit, der Hallstattzeit, der frühen Latènezeit und der römischen Kaiserzeit. | D-3-7039-0557 |      |
| Mintraching (Standort) | Freilandstationen des Endpaläolithikums und des Mesolithikums, Siedlungen der Linearbandkeramik, der Stichbandkeramik, der Altheimer Kultur, der Chamer Gruppe, der Glockenbecherkultur, der frühen Bronzezeit und der Latènezeit. | D-3-7039-0565 |      |
| Mintraching (Standort) | Freilandstationen des Paläolithikums und des Mesolithikums, Siedlungen der Linearbandkeramik, der Münchshöfener Kultur, der Altheimer Kultur, des Endneolithikums und der Bronzezeit. | D-3-7039-0586 |      |
| Mintraching (Standort) | Freilandstationen des Spätpaläolithikums und des Mesolithikums. | D-3-7039-0588 |      |
| Mintraching (Standort) | Freilandstationen des Spätpaläolithikums und des Mesolithikums, Siedlungen des Jungneolithikums, der mittleren Bronzezeit, der Hallstattzeit, der frühen Latènezeit und des frühen Mittelalters, verebnetes Grabhügelfeld vorgeschichtlicher Zeitstellung. | D-3-7039-0589 |      |
| Mintraching (Standort) | Freilandstationen des Spätpaläolithikums und des Mesolithikums, Siedlungen des Neolithikums und der Bronzezeit. | D-3-7039-0590 |      |
| Mintraching (Standort) | Freilandstation des Mesolithikums, Siedlungen der Linearbandkeramik, des Mittelneolithikums, der Altheimer Kultur, der Bronzezeit, der Urnenfelderzeit, der Latènezeit, der römischen Kaiserzeit und der karolingisch-ottonischen Zeit. | D-3-7039-0591 |      |
| Mintraching (Standort) | Siedlung vor- und frühgeschichtlicher Zeitstellung. | D-3-7039-0592 |      |
| Mintraching (Standort) | Freilandstation des Mesolithikums, Siedlungen der Linearbandkeramik, der Stichbandkeramik und der Latènezeit. | D-3-7039-0593 |      |
| Mintraching (Standort) | Siedlungen der Linearbandkeramik, des Mittelneolithikums, der Urnenfelderzeit, der Hallstattzeit, der frühen Latènezeit, der römischen Kaiserzeit und des frühen Mittelalters, Gräberfeld mit Körperbestattungen vor- und frühgeschichtlicher Zeitstellung. | D-3-7039-0594 |      |
| Mintraching (Standort) | Siedlungen der Linearbandkeramik, der Stichbandkeramik, der Oberlauterbacher Gruppe, der Münchshöfener Kultur, der frühen Bronzezeit, der mittleren Bronzezeit, der Urnenfelderzeit, der Hallstattzeit, der Latènezeit und des frühen Mittelalters sowie Gräberfeld mit Brandbestattungen der Urnenfelderzeit. | D-3-7039-0595 |      |
| Mintraching (Standort) | Siedlungen des Neolithikums, der Latènezeit und der römischen Kaiserzeit. | D-3-7039-0596 |      |
| Mintraching (Standort) | Siedlungen der Jungsteinzeit und der vorgeschichtlichen Metallzeiten. | D-3-7039-0597 |      |
| Mintraching (Standort) | Siedlungen des Neolithikums und der frühen Bronzezeit. | D-3-7039-0598 |      |
| Mintraching (Standort) | Siedlungen des Neolithikums, darunter der Glockenbecherkultur, der Urnenfelderzeit und der Latènezeit. | D-3-7039-0599 |      |
| Mintraching (Standort) | Siedlungen des Neolithikums, der Münchshöfener Kultur, der frühen Bronzezeit, der mittleren Bronzezeit, der Urnenfelderzeit, der Hallstattzeit, der frühen Latènezeit, der späten Latènezeit und der Völkerwanderungszeit sowie Gräberfelder mit Körperbestattungen der Münchshöfener Kultur und vor- und frühgeschichtlicher Zeitstellung. | D-3-7039-0600 |      |
| Mintraching (Standort) | Siedlungen der Linearbandkeramik, der Stichbandkeramik/Gruppe Oberlauterbach, der Münchshöfener Kultur, der Altheimer Kultur, der Mittelbronzezeit, der Urnenfelderzeit, und der Hallstattzeit sowie Gräberfelder mit Körperbestattungen der Schnurkeramik und der Glockenbecherkultur. | D-3-7039-0601 |      |
| Mintraching (Standort) | Siedlungen der Linearbandkeramik, der Stichbandkeramik/Gruppe Oberlauterbach, der Michelsberger Kultur, der Münchshöfener Kultur, der Altheimer Kultur, der Badener Kultur, der Chamer Kultur, der Glockenbecherkultur, der frühen und mittleren Bronzezeit, der Urnenfelderzeit, der Hallstattzeit, der Frühlatènezeit und der römischen Kaiserzeit, ein ovales Grabenwerk vor- und frühgeschichtlicher Zeitstellung sowie Gräberfelder mit Körperbestattungen des Neolithikums, der frühen Bronzezeit und vor- und frühgeschichtlicher Zeitstellung sowie Brandbestattungen vor- und frühgeschichtlicher Zeitstellung. | D-3-7039-0602 |      |
| Mintraching (Standort) | Siedlungen der Linearbandkeramik, der Münchshöfener Kultur und der frühen Bronzezeit sowie Gräberfeld mit Körperbestattungen vor- und frühgeschichtlicher Zeitstellung. | D-3-7039-0603 |      |
| Mintraching (Standort) | Verebnete Viereckschanze der späten Latènezeit, Siedlung vor- und frühgeschichtlicher Zeitstellung. | D-3-7039-0604 |      |
| Mintraching (Standort) | Siedlung vor- und frühgeschichtlicher Zeitstellung. | D-3-7039-0605 |      |
| Mintraching (Standort) | Siedlung wohl vorgeschichtlicher Zeitstellung. | D-3-7039-0606 |      |
| Mintraching (Standort) | Archäologische Befunde des Mittelalters und der frühen Neuzeit im Bereich der Katholischen Pfarrkirche St. Mauritius sowie der Katholischen Nebenkirche St. Leonhard in Mintraching, darunter die Spuren von Vorgängerbauten bzw. älterer Bauphasen. Siehe auch: St. Mauritius (Mintraching), St. Leonhard (Mintraching) | D-3-7039-0607 |      |

### Gemarkung Moosham
| Lage               | Objekt | Akten-Nr.     | Bild |
| ------------------ | --- | ------------- | ---- |
| Moosham (Standort) | Archäologische Befunde des Mittelalters und der frühen Neuzeit im Bereich des ehemaligen Schlosses von Moosham. | D-3-7039-0268 |      |
| Moosham (Standort) | Siedlung vor- und frühgeschichtlicher Zeitstellung. | D-3-7039-0275 |      |
| Moosham (Standort) | Siedlung der Bronzezeit. | D-3-7039-0277 |      |
| Moosham (Standort) | Siedlung vorgeschichtlicher Zeitstellung. | D-3-7039-0279 |      |
| Moosham (Standort) | Siedlung vorgeschichtlicher Zeitstellung sowie ein rundes Grabenwerk vor- und frühgeschichtlicher Zeitstellung. | D-3-7039-0284 |      |
| Moosham (Standort) | Archäologische Befunde des Mittelalters und der frühen Neuzeit im Bereich der Katholischen Pfarrkirche St. Petrus und Klemens in Moosham, darunter die Spuren von Vorgängerbauten bzw. älterer Bauphasen. Siehe auch: St. Petrus und Klemens (Moosham) | D-3-7039-0536 |      |
| Moosham (Standort) | Siedlung vor- und frühgeschichtlicher Zeitstellung sowie ein Kreisgraben als Hinweis auf einen Bestattungsplatz vor- und frühgeschichtlicher Zeitstellung. | D-3-7039-0540 |      |
| Moosham (Standort) | Siedlungen der Linearbandkeramik, der Stichbandkeramik/Gruppe Oberlauterbach, der Münchshöfener Kultur, des Spätneolithikums, der Urnenfelderzeit, der Hallstattzeit und der frühen Latènezeit, zwei Villae rusticae der römischen Kaiserzeit, ein Gräberfeld mit Kreisgräben vor- und frühgeschichtlicher Zeitstellung. | D-3-7039-0541 |      |
| Moosham (Standort) | Siedlungen des Neolithikums, der Bronzezeit und der Urnenfelderzeit sowie wohl ein Grabenwerk vor- und frühgeschichtlicher Zeitstellung. | D-3-7039-0555 |      |
| Moosham (Standort) | Siedlungen der Linearbandkeramik, des Jungneolithikums, der Urnenfelderzeit, der Hallstattzeit und der römischen Kaiserzeit. | D-3-7039-0556 |      |
| Moosham (Standort) | Siedlung vorgeschichtlicher Zeitstellung sowie vielleicht ein unregelmäßiges Grabenwerk vor- und frühgeschichtlicher Zeitstellung. | D-3-7039-0566 |      |
| Moosham (Standort) | Siedlungen wohl des Neolithikums, der Bronzezeit, wohl der Urnenfelderzeit, der frühen Latènezeit und wohl der römischen Kaiserzeit. | D-3-7039-0567 |      |
| Moosham (Standort) | Siedlung der Jungsteinzeit. | D-3-7039-0568 |      |
| Moosham (Standort) | Siedlung vorgeschichtlicher Zeitstellung. | D-3-7039-0569 |      |
| Moosham (Standort) | Siedlung vor- und frühgeschichtlicher Zeitstellung. | D-3-7039-0570 |      |
| Moosham (Standort) | Siedlungen der Jungsteinzeit und der Bronzezeit. | D-3-7039-0571 |      |
| Moosham (Standort) | Siedlungen der Stichbandkeramik/der Gruppe Oberlauterbach, der Münchshöfener Kultur, der Chamer Kultur, der Bronzezeit, der Urnenfelderzeit und der Spätlatènezeit. | D-3-7039-0572 |      |
| Moosham (Standort) | Siedlungen der Bronzezeit und des frühen Mittelalters. | D-3-7039-0573 |      |
| Moosham (Standort) | Vorgeschichtlicher Bestattungsplatz mit verebneten Grabhügeln. | D-3-7039-0574 |      |
| Moosham (Standort) | Siedlungen des Neolithikums und der Metallzeiten. | D-3-7039-0575 |      |
| Moosham (Standort) | Freilandstationen des Spätpaläolithikums und des Mesolithikums, Siedlungen des Jung- bis Endneolithikums, darunter der Altheimer Kultur, der frühen Bronzezeit, der mittleren Bronzezeit, der späten Bronzezeit, der Urnenfelderzeit, der Hallstattzeit, der späten Latènezeit und des frühen Mittelalters. | D-3-7039-0576 |      |
| Moosham (Standort) | Freilandstation des Mesolithikums, Siedlungen des Jung- bis Endneolithikums, darunter wohl der Chamer Gruppe, sowie der Bronzezeit und des frühen Mittelalters. | D-3-7039-0577 |      |
| Moosham (Standort) | Freilandstationen des Mesolithikums, Siedlungen des Jung- bis Endneolithikums, darunter der Chamer Gruppe, der frühen Bronzezeit, der mittleren Bronzezeit, der Urnenfelderzeit, der Latènezeit, der römischen Kaiserzeit und des frühen Mittelalters. | D-3-7039-0578 |      |
| Moosham (Standort) | Mesolithische Freilandstation und Siedlung des Neolithikums. | D-3-7039-0579 |      |
| Moosham (Standort) | Siedlungen der Stichbandkeramik/Gruppe Oberlauterbach, der Münchshöfener Kultur, der Chamer Kultur, der frühen Bronzezeit, der Urnenfelderzeit, der Hallstattzeit, der frühen und späten Latènezeit, der römischen Kaiserzeit und des frühen Mittelalters, Gräberfelder mit Körperbestattungen der Schnurkeramik und vor- und frühgeschichtlicher Zeitstellung, ein Grabenwerk der Chamer Kultur sowie zwei Grabenwerke vor- und frühgeschichtlicher Zeitstellung. | D-3-7039-0580 |      |
| Moosham (Standort) | Vorgeschichtliche Siedlung, Bestattungsplatz der mittleren Latènezeit, Villa rustica und Brandgräberfeld der römischen Kaiserzeit. | D-3-7039-0583 |      |

### Gemarkung Neutraubling
| Lage                    | Objekt                                                                        | Akten-Nr.     | Bild |
| ----------------------- | ----------------------------------------------------------------------------- | ------------- | ---- |
| Neutraubling (Standort) | Siedlung sowie verebnete Grabhügel vor- und frühgeschichtlicher Zeitstellung. | D-3-7039-0251 |      |

### Gemarkung Rosenhof
| Lage                | Objekt | Akten-Nr.     | Bild |
| ------------------- | --- | ------------- | ---- |
| Rosenhof (Standort) | Siedlung der Hallstattzeit. | D-3-7039-0063 |      |
| Rosenhof (Standort) | Siedlung und Bestattungsplatz mit Kreisgräben vor- und frühgeschichtlicher Zeitstellung. | D-3-7039-0126 |      |
| Rosenhof (Standort) | Siedlung mit Grabenwerk vor- und frühgeschichtlicher Zeitstellung. | D-3-7039-0132 |      |
| Rosenhof (Standort) | Siedlung vor- und frühgeschichtlicher Zeitstellung. | D-3-7039-0215 |      |
| Rosenhof (Standort) | Siedlung der Bronzezeit. | D-3-7039-0267 |      |
| Rosenhof (Standort) | Siedlung vor- und frühgeschichtlicher Zeitstellung. | D-3-7039-0285 |      |
| Rosenhof (Standort) | Untertägige mittelalterliche und frühneuzeitliche Befunde des abgegangenen historischen Gutshofes Wolfskofen. | D-3-7039-0455 |      |
| Rosenhof (Standort) | Freilandstationen des Mesolithikums, Siedlungen des Neolithikums, der Metallzeiten und des frühen Mittelalters. | D-3-7039-0461 |      |
| Rosenhof (Standort) | Archäologische Befunde der frühen Neuzeit im Bereich der Katholischen Nebenkirche St. Florian in Rosenhof, darunter die Spuren von Vorgängerbauten bzw. älterer Bauphasen. Siehe auch: St. Florian (Rosenhof)             | D-3-7039-0464 |      |
| Rosenhof (Standort) | Archäologische Befunde des Mittelalters und der frühen Neuzeit im Bereich der Katholischen Filialkirche St. Georg in Roith, darunter die Spuren von Vorgängerbauten bzw. älterer Bauphasen. Siehe auch: St. Georg (Roith) | D-3-7039-0469 |      |
| Rosenhof (Standort) | Siedlung mit viereckiger Grabenanlage und eine Straße vor- und frühgeschichtlicher Zeitstellung. | D-3-7039-0470 |      |
| Rosenhof (Standort) | Siedlung vor- und frühgeschichtlicher Zeitstellung. | D-3-7039-0471 |      |
| Rosenhof (Standort) | Siedlung vor- und frühgeschichtlicher Zeitstellung, Bestattungsplatz vor- und frühgeschichtlicher Zeitstellung mit Kreisgräben.                                                                                           | D-3-7039-0472 |      |
| Rosenhof (Standort) | Siedlung des Neolithikums. | D-3-7039-0473 |      |
| Rosenhof (Standort) | Siedlung vor- und frühgeschichtlicher Zeitstellung. | D-3-7039-0474 |      |
| Rosenhof (Standort) | Siedlungen der Linearbandkeramik, der Urnenfelderzeit, der Latènezeit und der römischen Kaiserzeit. | D-3-7039-0475 |      |
| Rosenhof (Standort) | Siedlung vor- und frühgeschichtlicher Zeitstellung. | D-3-7039-0476 |      |
| Rosenhof (Standort) | Siedlungen der Jungsteinzeit und der Bronzezeit. | D-3-7039-0493 |      |
| Rosenhof (Standort) | Siedlung vor- und frühgeschichtlicher Zeitstellung. | D-3-7039-0494 |      |
| Rosenhof (Standort) | Paläolithische und mesolithische Freilandstationen, Siedlungen der Jungsteinzeit und der Bronzezeit. | D-3-7039-0670 |      |

### Gemarkung Scheuer
| Lage               | Objekt | Akten-Nr.     | Bild |
| ------------------ | --- | ------------- | ---- |
| Scheuer (Standort) | Siedlungen des Mittelneolithikums, der Bronzezeit, der frühen Latènezeit und des frühen Mittelalters sowie villa rustica mit Steingebäuden der römischen Kaiserzeit. | D-3-7039-0134 |      |
| Scheuer (Standort) | Siedlungen der Linearbandkeramik, der Stichbandkeramik/Gruppe Oberlauterbach, der Münchshöfener Kultur, der Altheimer Kultur, der Chamer Kultur, der Bronzezeit, der Urnenfelderzeit, der Hallstattzeit sowie der mittleren und späten Latènezeit.                                                                           | D-3-7039-0138 |      |
| Scheuer (Standort) | Siedlung der Stichbandkeramik. | D-3-7039-0289 |      |
| Scheuer (Standort) | Siedlung der Spätlatènezeit. | D-3-7039-0290 |      |
| Scheuer (Standort) | Siedlungen der Linearbandkeramik, des Mittelneolithikums, der Urnenfelderzeit und der Hallstattzeit, Bestattungsplätze der Urnenfelderzeit und vor- und frühgeschichtlicher Zeitstellung mit Kreisgräben. | D-3-7039-0530 |      |
| Scheuer (Standort) | Siedlungen der Linearbandkeramik, der Stichbandkeramik/Gruppe Oberlauterbach, Münchshöfener Kultur, der Altheimer Kultur, der Hallstattzeit, der Spätlatènezeit und der römischen Kaiserzeit, Gräberfelder der frühen Bronzezeit und der Frühlatènezeit sowie verebnete Grabhügel vor- und frühgeschichtlicher Zeitstellung. | D-3-7039-0531 |      |
| Scheuer (Standort) | Archäologische Befunde des Mittelalters und der frühen Neuzeit im Bereich der Katholischen Wallfahrts- und Expositurkirche St. Maria in Scheuer, darunter die Spuren von Vorgängerbauten bzw. älterer Bauphasen. Siehe auch: St. Maria (Scheuer)                                                                             | D-3-7039-0533 |      |

### Gemarkung Sengkofen
| Lage                 | Objekt | Akten-Nr.     | Bild |
| -------------------- | --- | ------------- | ---- |
| Sengkofen (Standort) | Mesolithische Freilandstation sowie Siedlungen der Urnenfelderzeit und des frühen Mittelalters. | D-3-7039-0378 |      |
| Sengkofen (Standort) | Freilandstation des Mesolithikums, Siedlung der Jungsteinzeit. | D-3-7039-0379 |      |
| Sengkofen (Standort) | Archäologische Befunde des Mittelalters und der frühen Neuzeit im Bereich des Katholischen Nebenkirche St. Ägidius in Sankt Gilla, darunter die Spuren von Vorgängerbauten bzw. älterer Bauphasen. Siehe auch: St. Ägidius (Sankt Gilla) | D-3-7039-0380 |      |
| Sengkofen (Standort) | Freilandstationen des Mesolithikums, Siedlungen des Neolithikums, darunter des Jung- bis Endneolithikums und der Chamer Gruppe, der frühen Bronzezeit, der mittleren Bronzezeit, der Urnenfelderzeit, der Hallstattzeit und des frühen Mittelalters sowie rundes Grabenwerk vor- und frühgeschichtlicher Zeitstellung.                                                              | D-3-7039-0381 |      |
| Sengkofen (Standort) | Siedlung vorgeschichtlicher Zeitstellung. | D-3-7039-0382 |      |
| Sengkofen (Standort) | Mesolithische Freilandstation, Siedlung der Chamer Kultur. | D-3-7039-0383 |      |
| Sengkofen (Standort) | Archäologische Befunde der frühen Neuzeit im Bereich der Katholischen Filialkirche St. Jakob in Sengkofen, darunter die Spuren von Vorgängerbauten bzw. älterer Bauphasen. Siehe auch: St. Jakob (Sengkofen) | D-3-7039-0543 |      |
| Sengkofen (Standort) | Siedlungen der Linearbandkeramik, der Stichbandkeramik/Gruppe Oberlauterbach, der Münchshöfener Kultur, der Michelsberger Kultur, der Altheimer Kultur, der Chamer Kultur, der Bronzezeit, der Urnenfelderzeit, der Hallstattzeit und der Latènezeit, Villa rustica der römischen Kaiserzeit sowie Gräberfelder mit Körperbestattungen der Linearbandkeramik und der Schnurkeramik. | D-3-7039-0544 |      |
| Sengkofen (Standort) | Siedlungen der Jungsteinzeit, der Frühbronzezeit und der Spätlatènezeit. | D-3-7039-0545 |      |
| Sengkofen (Standort) | Siedlungen der Jungsteinzeit und der Bronzezeit. | D-3-7039-0546 |      |
| Sengkofen (Standort) | Siedlungen vorgeschichtlicher Zeitstellung, darunter des Neolithikums und der römischen Kaiserzeit. | D-3-7039-0547 |      |
| Sengkofen (Standort) | Siedlungen des Neolithikums, wohl der frühen Bronzezeit, der mittleren Bronzezeit, der Urnenfelderzeit, der mittleren und späten Latènezeit. | D-3-7039-0548 |      |
| Sengkofen (Standort) | Bestattungsplatz der Frühbronzezeit, Siedlungen der Jungsteinzeit und der vorgeschichtlichen Metallzeiten, verebnete Viereckschanze der Spätlatènezeit. | D-3-7039-0549 |      |
| Sengkofen (Standort) | Siedlungen der Linearbandkeramik, der Stichbandkeramik, der Altheimer Kultur, der Latènezeit und des frühen Mittelalters, Bestattungsplätze der Münchshöfener Kultur, der Urnenfelderzeit, der Hallstattzeit sowie der frühen und mittleren Latènezeit. | D-3-7039-0550 |      |
| Sengkofen (Standort) | Siedlungen der Linearbandkeramik, der Stichbandkeramik, der Münchshöfener Kultur, der frühen Bronzezeit, der Urnenfelderzeit, der Hallstattzeit, der Latènezeit und der römischen Kaiserzeit, Bestattungsplatz vor- und frühgeschichtlicher Zeitstellung. | D-3-7039-0551 |      |
| Sengkofen (Standort) | Siedlungen des Neolithikums und der Urnenfelderzeit. | D-3-7039-0552 |      |
| Sengkofen (Standort) | Siedlungen des Neolithikums und der Metallzeiten. | D-3-7039-0553 |      |
| Sengkofen (Standort) | Mesolithische Freilandstation, Siedlungen des Neolithikums, der mittleren Bronzezeit, der Urnenfelderzeit, der Hallstattzeit, der Latènezeit und der römischen Kaiserzeit. | D-3-7039-0554 |      |
| Sengkofen (Standort) | Siedlung vor- und frühgeschichtlicher Zeitstellung. | D-3-7039-0627 |      |
| Sengkofen (Standort) | Siedlung des Jung- bis Endneolithikums. | D-3-7039-0628 |      |
| Sengkofen (Standort) | Siedlung vor- und frühgeschichtlicher Zeitstellung. | D-3-7039-0629 |      |
| Sengkofen (Standort) | Freilandstation des Mesolithikums und Siedlung des Neolithikums. | D-3-7039-0630 |      |
| Sengkofen (Standort) | Freilandstationen des Mesolithikums, Siedlungen des Neolithikums, der Bronzezeit, der Urnenfelderzeit und der Hallstattzeit. | D-3-7039-0631 |      |
| Sengkofen (Standort) | Gräberfeld mit Körperbestattungen der frühen Bronzezeit. | D-3-7039-0632 |      |
| Sengkofen (Standort) | Siedlung der Jungsteinzeit. | D-3-7039-0633 |      |
| Sengkofen (Standort) | Siedlungen vorgeschichtlicher Zeitstellung, darunter des Jung- bis Endneolithikums. | D-3-7039-0645 |      |
| Sengkofen (Standort) | Siedlungen vorgeschichtlicher Zeitstellung und der römischen Kaiserzeit. | D-3-7039-0653 |      |

### Gemarkung Taimering
| Lage                 | Objekt | Akten-Nr.     | Bild |
| -------------------- | --- | ------------- | ---- |
| Taimering (Standort) | Siedlung der Jungsteinzeit. | D-3-7039-0640 |      |
| Taimering (Standort) | Freilandstationen des Mesolithikums, Siedlungen des Neolithikums, darunter der Michelsberger Kultur und der Altheimer Kultur, sowie der frühen Bronzezeit und der mittleren Bronzezeit. | D-3-7039-0644 |      |

### Gemarkung Tiefbrunn
| Lage                 | Objekt | Akten-Nr.     | Bild |
| -------------------- | --- | ------------- | ---- |
| Tiefbrunn (Standort) | Siedlungen der Linearbandkeramik, der Stichbandkeramik/Gruppe Oberlauterbach, der Chamer Kultur, der Frühbronzezeit, der Urnenfelderzeit, der Hallstattzeit, der Spätlatènezeit und der römischen Kaiserzeit, Bestattungsplätze der Linearbandkeramik, der Schnurkeramik, der Mittellatènezeit und vor- und frühgeschichtlicher Zeitstellung. | D-3-7039-0291 |      |
| Tiefbrunn (Standort) | Archäologische Befunde des Mittelalters und der frühen Neuzeit im Bereich der Katholischen Filialkirche St. Stephan in Tiefbrunn, darunter die Spuren von Vorgängerbauten bzw. älterer Bauphasen. Siehe auch: St. Stephan (Tiefbrunn) | D-3-7039-0538 |      |
| Tiefbrunn (Standort) | Siedlung der Urnenfelderzeit, Siedlung vor- und frühgeschichtlicher Zeitstellung mit einem rechteckigen Grabenwerk, Bestattungsplatz vor- und frühgeschichtlicher Zeitstellung mit Kreisgräben. | D-3-7039-0558 |      |
| Tiefbrunn (Standort) | Gräberfeld mit Körperbestattungen der Glockenbecherkultur sowie Siedlung der frühen Bronzezeit. | D-3-7039-0559 |      |
| Tiefbrunn (Standort) | Siedlungen der Linearbandkeramik, der Stichbandkeramik, der Oberlauterbacher Gruppe, des Endneolithikums, der Bronzezeit, der Urnenfelderzeit, der Latènezeit und der römischen Kaiserzeit. Wohl ein Gräberfeld mit Körperbestattungen sowie ein rundes Grabenwerk vor- und frühgeschichtlicher Zeitstellung. | D-3-7039-0560 |      |
| Tiefbrunn (Standort) | Siedlungen der Münchshöfener Kultur, der Altheimer Kultur, des Endneolithikums, der Glockenbecherkultur, der Urnenfelderzeit, der Hallstattzeit und der späten Latènezeit sowie vielleicht ein rechteckiges Grabenwerk vor- und frühgeschichtlicher Zeitstellung. | D-3-7039-0561 |      |
| Tiefbrunn (Standort) | Siedlung des Neolithikums. | D-3-7039-0562 |      |
| Tiefbrunn (Standort) | Mesolithische Freilandstation und Siedlung der Altheimer Kultur. | D-3-7039-0563 |      |
| Tiefbrunn (Standort) | Freilandstationen des Endpaläolithikums und des Mesolithikums, Siedlungen der Oberlauterbacher Gruppe, der Chamer Kultur, der Glockenbecherkultur, der frühen Bronzezeit und der Urnenfelderzeit. | D-3-7039-0564 |      |
| Tiefbrunn (Standort) | Siedlungen des Neolithikums, der frühen Bronzezeit, der Latènezeit, der späten Latènezeit, der römischen Kaiserzeit und des frühen Mittelalters sowie ein viereckiges Grabenwerk vor- und frühgeschichtlicher Zeitstellung. | D-3-7039-0581 |      |
| Tiefbrunn (Standort) | Siedlung vor- und frühgeschichtlicher Zeitstellung. | D-3-7039-0582 |      |
| Tiefbrunn (Standort) | Siedlungen der Linearbandkeramik, der Stichbandkeramik/Gruppe Oberlauterbach, der Münchshöfener Kultur, der Michelsberger Kultur, der Altheimer Kultur, der Mittelbronzezeit, der Urnenfelderzeit, der Hallstattzeit, der Früh- und Spätlatènezeit und der römischen Kaiserzeit, Gräberfelder mit Brandbestattungen der Münchshöfener Kultur, der Urnenfelderzeit und der römischen Kaiserzeit sowie mit Körperbestattungen der mittleren Latènezeit sowie vor- und frühgeschichtlicher Zeitstellung. | D-3-7039-0584 |      |
| Tiefbrunn (Standort) | Verebnete Grabhügel vorgeschichtlicher Zeitstellung. | D-3-7039-0585 |      |
| Tiefbrunn (Standort) | Bestattungsplatz vor- und frühgeschichtlicher Zeitstellung oder des Mittelalters. | D-3-7039-0587 |      |